# Никуман
Никуман (肉まん, «нику» — мясо, «мандзю» — китайский пирожок) — японское название китайского блюда баоцзы (包子), представляющее собой пирожок из дрожжевого теста с начинкой, приготовленный на пару.
Типичная начинка никумана — свиной фарш с капустой, чесноком и имбирём. В Японии никуман часто продаётся как уличная еда во время всевозможных фестивалей. С сентября по апрель их часто продают в комбини, где специально оборудованные прилавки поддерживают их в горячем состоянии.